# Wahidi
Wahidi és una regió del Iemen habitada per una confederació tribal que porta aquest mateix nom, a uns 320 km a l'est d'Aden. Té forma d'un triangle amb la base a la costa, i limita a l'oest amb l'Awlaqi, a l'est amb l'estat Quati d'Hadramaut; al nord arriba fins als Beihan i al sud amb el mar (golf d'Aden).
La capital regional moderna és Mayfaa i forma part de la governació de Shabwa amb capitalitat a Ataq. Prop de Mayfaa (derivat de la forma preislàmica Myft) hi ha les impressionants fortaleses preislàmiques de Nakab al-Hadjar. La capital comercial de la zona és Habban a la part occidental i Azzan fou la seu dels principals sultans. Altres ciutats importants són Bir Ali, Irqa i Hawra a la costa, poblades pels dhiab però geogràficament part de la regió Wahidi, Cana o Kana un port preislàmic a la costa del que sortia l'encens, i Al-Hawta un centre de peregrinació religiosa entre Mayfaa i Habban.
La regió disposa de gran superfícies fèrtils que produeixen principalment dàtils, cereals i llegums. La regió tribal del Djerdan o Wadi Djerdan, cap al nord, és coneguda per la mel d'una qualitat màxima que se suposa derivada de l'existència de l'arbre "ilb"
Aquesta zona va esdevenir independent després del 1800 sota el xeic Abd al-Wahid, un cap kuraixita o himiarita que va formar la confederació wahidi i va agafar el títol de sultà (Irqa i Hawra romangueren independents) amb seu a Habban. Bal Fakih al-Shihri diu que en realitat la confederació es remuntava a dos segles abans, i que els wahidi eren la dawla més antiga d'Aràbia del Sud. La tomba gravada d'Abd al-Wahid estaria a la mesquita d'Habban.
Vers el 1830 es va dividir en quatre branques: Bir Ali, Bal Haf, Azzan i Habban. Vers el 1880 ja només apareixen tres soldanats, Bir Ali, Bal Haf i Azzan-Habban, aquests dos darrers s'havien unit mentre altres fonts a Internet donen com units a Bal Haf i Azzan, i separats Bir Ali i Habban.
El 1888 es van signar Tractats de protectorat amb Irqa, Hawra i Wahidi Bal Haf (Azzan-Bal Haf), i el 1890 amb Bir Ali. No consta la data del tractat amb Habban però vers el 1895 o anterior. Inclosos al Protectorat d'Aden foren considerats administrativament des del 1937 part del Protectorat Oriental d'Aden.
Azzan-Bal Haf va incorporar Bir Ali el 1961 (el sultà de Bir Ali encara era viu) i l'altra soldanat (probablement Habban) el 1962, i va formar un soldanat unificat amb el nom de Sultanat Wahidi. A finals de 1963 va ingressar a la Federació d'Aràbia del Sud. El sultà Nasir ben Abdallah al-Wahidi fou nomenat ministre d'agricultura i pesca al govern federal i va deixar el govern del soldanat al secretari d'estat Amir Muhammad ben Said.
Pels soldanats de la regió vegeu:
- Bir Ali o Wahidi Bir-Ali
- Irqa
- Hawra
- Habban o Wahidi Habban
- Azzan o Wahidi Azzan
- Bal Haf
- Bal Haf i Azzan (Wahidi Bal Haf i Azzan)